# Талахаси
Талахаси (енгл. Tallahassee) је главни град савезне америчке државе Флориде и седиште огруга Лион. За престоницу Флориде изабран је 1824. године. По попису становништва из 2010. године у њему је живело 181.376 становника.

## Географија
Према подацима Америчког завода за попис, градска површина се простире на 254.4 квадратних километара, од којих 247.9 km² чине земљане површине и 6.6 km² водена подручја.
Телахаси је препознатљив по брдовитом терену, а државно седиште је смештено на једном од највиших градских брда. Надморска висина није равномерна у свим деловима града, и у областима надомак мора не износи више од 61 m. Флора и фауна је типична за ово подручје. Од вишедогишњих биљака издвајају се неколико сорти борова, храста и магнолија које представљају доминантну врсту дрвенастих биљака. Иако се у граду може наићи и на палме, оне су чешће само у приобалним деловима Талахасаија.

### Клима
| Клима Међународни аеродром Телехаси, Флорида (1991–2020 нормале, екстреми 1892–садашњост) | Клима Међународни аеродром Телехаси, Флорида (1991–2020 нормале, екстреми 1892–садашњост) | Клима Међународни аеродром Телехаси, Флорида (1991–2020 нормале, екстреми 1892–садашњост) | Клима Међународни аеродром Телехаси, Флорида (1991–2020 нормале, екстреми 1892–садашњост) | Клима Међународни аеродром Телехаси, Флорида (1991–2020 нормале, екстреми 1892–садашњост) | Клима Међународни аеродром Телехаси, Флорида (1991–2020 нормале, екстреми 1892–садашњост) | Клима Међународни аеродром Телехаси, Флорида (1991–2020 нормале, екстреми 1892–садашњост) | Клима Међународни аеродром Телехаси, Флорида (1991–2020 нормале, екстреми 1892–садашњост) | Клима Међународни аеродром Телехаси, Флорида (1991–2020 нормале, екстреми 1892–садашњост) | Клима Међународни аеродром Телехаси, Флорида (1991–2020 нормале, екстреми 1892–садашњост) | Клима Међународни аеродром Телехаси, Флорида (1991–2020 нормале, екстреми 1892–садашњост) | Клима Међународни аеродром Телехаси, Флорида (1991–2020 нормале, екстреми 1892–садашњост) | Клима Међународни аеродром Телехаси, Флорида (1991–2020 нормале, екстреми 1892–садашњост) | Клима Међународни аеродром Телехаси, Флорида (1991–2020 нормале, екстреми 1892–садашњост) |
| Показатељ \ Месец                                                                         | .Јан.                                                                                     | .Феб.                                                                                     | .Мар.                                                                                     | .Апр.                                                                                     | .Мај.                                                                                     | .Јун.                                                                                     | .Јул.                                                                                     | .Авг.                                                                                     | .Сеп.                                                                                     | .Окт.                                                                                     | .Нов.                                                                                     | .Дец.                                                                                     | .Год.                                                                                     |
| ----------------------------------------------------------------------------------------- | ----------------------------------------------------------------------------------------- | ----------------------------------------------------------------------------------------- | ----------------------------------------------------------------------------------------- | ----------------------------------------------------------------------------------------- | ----------------------------------------------------------------------------------------- | ----------------------------------------------------------------------------------------- | ----------------------------------------------------------------------------------------- | ----------------------------------------------------------------------------------------- | ----------------------------------------------------------------------------------------- | ----------------------------------------------------------------------------------------- | ----------------------------------------------------------------------------------------- | ----------------------------------------------------------------------------------------- | ----------------------------------------------------------------------------------------- |
| Апсолутни максимум, °C (°F)                                                               | 29 (84)                                                                                   | 32 (89)                                                                                   | 33 (91)                                                                                   | 35 (95)                                                                                   | 39 (102)                                                                                  | 41 (105)                                                                                  | 40 (104)                                                                                  | 39 (103)                                                                                  | 39 (102)                                                                                  | 36 (97)                                                                                   | 32 (89)                                                                                   | 29 (84)                                                                                   | 41 (105)                                                                                  |
| Средњи максимум, °C (°F)                                                                  | 25,8 (78,4)                                                                               | 26,9 (80,4)                                                                               | 30 (86,0)                                                                                 | 32,1 (89,7)                                                                               | 35,3 (95,5)                                                                               | 36,7 (98,1)                                                                               | 37,1 (98,8)                                                                               | 36,6 (97,9)                                                                               | 35,3 (95,6)                                                                               | 32,7 (90,8)                                                                               | 29,2 (84,5)                                                                               | 26,3 (79,3)                                                                               | 37,7 (99,8)                                                                               |
| Максимум, °C (°F)                                                                         | 17,6 (63,7)                                                                               | 19,9 (67,8)                                                                               | 23,4 (74,2)                                                                               | 27,1 (80,7)                                                                               | 31,2 (88,2)                                                                               | 33,4 (92,1)                                                                               | 34 (93,2)                                                                                 | 33,5 (92,3)                                                                               | 32,4 (90,4)                                                                               | 28,3 (83,0)                                                                               | 22,7 (72,8)                                                                               | 18,9 (66,1)                                                                               | 26,87 (80,37)                                                                             |
| Просек, °C (°F)                                                                           | 10,6 (51,0)                                                                               | 12,4 (54,4)                                                                               | 15,6 (60,0)                                                                               | 19,2 (66,6)                                                                               | 23,8 (74,8)                                                                               | 27,3 (81,2)                                                                               | 28,3 (82,9)                                                                               | 27,9 (82,2)                                                                               | 26,4 (79,6)                                                                               | 21,2 (70,2)                                                                               | 15,3 (59,6)                                                                               | 11,9 (53,5)                                                                               | 19,99 (68)                                                                                |
| Минимум, °C (°F)                                                                          | 3,5 (38,3)                                                                                | 4,9 (40,9)                                                                                | 7,7 (45,8)                                                                                | 11,4 (52,5)                                                                               | 16,4 (61,5)                                                                               | 21,3 (70,3)                                                                               | 22,6 (72,6)                                                                               | 22,3 (72,1)                                                                               | 20,4 (68,7)                                                                               | 14,1 (57,4)                                                                               | 7,9 (46,3)                                                                                | 4,9 (40,9)                                                                                | 13,12 (55,61)                                                                             |
| Средњи минимум, °C (°F)                                                                   | −5,5 (22,1)                                                                               | −4,2 (24,5)                                                                               | −1,6 (29,1)                                                                               | 2,9 (37,3)                                                                                | 9,1 (48,4)                                                                                | 17,2 (63,0)                                                                               | 20,1 (68,1)                                                                               | 19,2 (66,5)                                                                               | 13,8 (56,8)                                                                               | 4,2 (39,6)                                                                                | −1,4 (29,5)                                                                               | −3,8 (25,1)                                                                               | −6,6 (20,2)                                                                               |
| Апсолутни минимум, °C (°F)                                                                | −14 (6)                                                                                   | −19 (−2)                                                                                  | −7 (20)                                                                                   | −2 (29)                                                                                   | 1 (34)                                                                                    | 8 (46)                                                                                    | 14 (57)                                                                                   | 14 (57)                                                                                   | 4 (40)                                                                                    | −2 (29)                                                                                   | −11 (13)                                                                                  | −12 (10)                                                                                  | −19 (−2)                                                                                  |
| Количина падавинаmm (in)                                                                  | 114,6 (4,51)                                                                              | 113 (4,45)                                                                                | 129,8 (5,11)                                                                              | 95,8 (3,77)                                                                               | 83,3 (3,28)                                                                               | 206 (8,11)                                                                                | 179,6 (7,07)                                                                              | 194,3 (7,65)                                                                              | 134,1 (5,28)                                                                              | 82,3 (3,24)                                                                               | 77 (3,03)                                                                                 | 109,7 (4,32)                                                                              | 1.519,5 (59,82)                                                                           |
| Количина снега, cm (in)                                                                   | 0 (0,0)                                                                                   | 0 (0,0)                                                                                   | 0 (0,0)                                                                                   | 0 (0,0)                                                                                   | 0 (0,0)                                                                                   | 0 (0,0)                                                                                   | 0 (0,0)                                                                                   | 0 (0,0)                                                                                   | 0 (0,0)                                                                                   | 0 (0,0)                                                                                   | 0 (0,0)                                                                                   | 0 (0,0)                                                                                   | 0 (0,0)                                                                                   |
| Дани са падавинама (≥ 0.01 in)                                                            | 8,7                                                                                       | 9,0                                                                                       | 7,4                                                                                       | 7,2                                                                                       | 7,2                                                                                       | 13,6                                                                                      | 16,7                                                                                      | 16,1                                                                                      | 9,2                                                                                       | 6,1                                                                                       | 6,7                                                                                       | 9,0                                                                                       | 116,9                                                                                     |
| Дани са снегом (≥ 0.1 in)                                                                 | 0,1                                                                                       | 0,0                                                                                       | 0,0                                                                                       | 0,0                                                                                       | 0,0                                                                                       | 0,0                                                                                       | 0,0                                                                                       | 0,0                                                                                       | 0,0                                                                                       | 0,0                                                                                       | 0,0                                                                                       | 0,0                                                                                       | 0,1                                                                                       |
| Извор: NOAA                                                                               |                                                                                           |                                                                                           |                                                                                           |                                                                                           |                                                                                           |                                                                                           |                                                                                           |                                                                                           |                                                                                           |                                                                                           |                                                                                           |                                                                                           |                                                                                           |

Дуга и топла лета са кратким и благим зимама карактеристична су за овај део Флориде, што иде у прилог врелом и влажном суптропском климатском појасу у којем се Телахаси налази. Лета су у граду топлија него на Флоридском полуострву, и он је један од ретких градова чија просечна дневна температура не прелази 38 °C. Летње време карактеришу интензивни пљускови пропраћени грмљавином уз поветарце са Мексичког залива. Просечна летња температура је 32 °C.
У децембру и јануару просечна максимална дневна температура је 18 °C, док минимална износи 6 °C. Температуре испод нултог подеока Целзијусове температурне скала падају углавном у ноћним сатима и крећу се око -1 °C. Међутим забележене су и вредности од -12 °C. Током протеклих сто година приметно је повећавање снежних падавина. Иако су веома ретки, снежни сметови присутни су почетком година, од којих је најснажији био 13. фебруара 1958, када је ветар нанео нешто више од 7 центиметара снега. Поред ове, веће снежне мећаве забележене су 1989. и 1993. мада се оне у просеку јављају на сваких шеснаест година. Просечно 34 ноћи током зиме имају температуру испод нуле, а најхладнија зима забележена је у време Велике мећаве када је у граду било -19 °C.

## Демографија
Према попису становништва из 2010. у граду је живело 181.376 становника, што је 30.752 (20,4%) становника више него 2000. године.
|                   | 2010.            | 2000.            |
| Укупно            | 181 376 (100,0%) | 150 624 (100,0%) |
| Белци             | 96 753 (53,34%)  | 87 047 (57,79%)  |
| Афроамериканци    | 63 475 (35,00%)  | 51 569 (34,24%)  |
| Хиспаноамериканци | 11 346 (6,256%)  | 6 309 (4,189%)   |
| Азијати           | 6 653 (3,668%)   | 3 617 (2,401%)   |
| Остали            | 3 149 (1,736%)   | 2 082 (1,382%)   |

Талахаси је по брзини раста дванесто градско подручје у Флориди. Са стопом раста од 12,4%, број становника расте брже него у Мајамију и Тампи заједно.
Према пописним подацима из 2000, у граду је живело 150.624 лица у 63.217 домаћинстава у којима је становало 29.459 градских породица. Просечна густина насељености је 1573.8 људи по једној квадратној миљи, што је приближно броју становника на 607.6 km². Пописано је 68.417 стамбених јединица. У погледу расног састава града, становништво Талахасија је чинило 60,42% белаца, 34,24% афроамериканаца, 0,25% староседеоца, док је остатак становништва припадао другим расама, а 1,67% изјаснило се као припадници две или више раса. Хиспанци и латиноамериканци чинили су 4,19%.
У 63.217 домаћинстава живело је 21,8% деце испод 18 година старости. 30,1% били су ожењени парови који живе заједно, док је 13,25% домацинства било без супруга. Чак је 53,4% пописаних било без породичних заједница.
Висина просечних примања по домаћинству износила је око 30.571 америчких долара, док је посматрано по породици свака од њих просечно примала 49.359 долара. Запослени мушкарци у просеку зарађивали су $32.428, што је за $4.590 мање него што је зарађивала запослена жена. Око 12,6% породица и 24,7% становништва било је испод границе сиромаштва, укључујући и 21,6% оних који су имали испод 18 година и 8,4% старости од 65 и навише.

## Језици
Према подацима из 2000. 91,99% становника служило се енглеским као матерњим језиком, док је 4,11% њих причало шпански, а 0,63% говорило француски. Око 8,0% укпног пброја житеља говорило је други језик који није енглески.

## Партнерски градови
- Краснодар
- Кононго
- Свети Мартин
- Слајго
- Рамат Хашарон